# Erzulie Mons
L'Erzulie Mons è una struttura geologica della superficie di Venere.